# Maximilian Levy
Maximilian Levy (n. 26 iunie 1987, Berlin, RDG) este un ciclist german, medaliat olimpic. A participat la 3 ediții ale Jocurilor Olimpice (2008, 2012, 2016) în care a câștigat o medalie de argint.